# IEEE-488
El bus IEEE-488 és una de les comunicacions digitals de curt abast que ha estat en ús durant més de trenta anys, i que originalment havia estat creat per a funcionar amb equips d'assaig automàtic. IEEE-488 és també conegut com a HP-IB (Hewlett-Packard Interface Bus) i GPIB (General Purpose Interface Bus).
El IEEE-488 permet que fins a 15 dispositius intel·ligents comparteixin un simple bus paral·lel de 8 bits, mitjançant connexió en cadena, amb el dispositiu més lent determinant la velocitat de transferència. La maxima velocitat de transmissió està sobre 1 Mbps en l'estàndard original i en 8 Mbps amb IEEE-488.1-2003 (HS-488).
Les 16 línies que componen el bus estan agrupades en tres grups d'acord amb les seves funcions: 8 de bus de dades, 3 de bus de control de transferència de dades i 5 de bus general. Algunes d'elles tenen retorns de corrents comunes i altres tenen un retorn propi, el que provoca un augment del nombre de línies totals (8 masses).
El Bus d'Interfaç de Propòsit General (GPIB) és un estàndard de la indústria publicat per l'Institute of Electrical and Electronic Engineers (IEEE) com a Estàndard 488 ANSI/IEEE. GPIB defineix les especificacions elèctriques, mecàniques, funcionals i de software d'un sistema d'interfície per connectar PC's a instruments programables.

## Història de GPIB
El GPIB original va ser creat a finals de 1960 per Hewlett-Packard (on el van anomenar HP-IB) per connectar i controlar instruments programables fabricats per Hewlett-Packard. Amb la introducció de controladors digitals i equip de proves programables, va sorgir la necessitat d'una interfaz estàndard i d'alta velocitat per establir comunicació entre instruments i controladors de diferents proveidors. El 1975, l'Institute of Electrical Electronic Engineers (IEEE) va publicar l'estàndard ANSI/IEEE 488-1975, interfície standard digital per instruments programables IEEE. El 1975 va ser revisat per aclarir editorials i agregar annexos. El bus es fa servir actualment en tot el món i es coneix amb els noms de:
- Bus d'Interfaç d'ús General (GPIB)
- Bus d'interfície Hewlett-Packard (HP-IB)
- Bus IEEE 488

Les ordres per controlar la mateixa classe d'instruments (per exemple, multímetres) poden variar entre fabricants i entre models. Durant els anys 90 va ser introduït un estàndard per ordres de dispositiu, SCPI. Degut a la seva recent introducció, no està implementat a nivell mundial.
National instruments va introduir una extensió retro-compatible a IEEE-488.1, que es coneixia originalment com HS-488. Aquesta extensió incrementa la velocitat màxima a 8 MB/s, encara que disminueix a mesura que es connecten més dispositius al bus. Va ser incorporada l'any 2003 amb el nom d'IEE-488.1-2003.

## Aplicacions
Al principi, els dissenyadors d'HP no van planejar l'IEEE-488 com un estàndard d'interfície de perifèrics per a ordinadors de propòsit general. A 1977 la família Commodore PET / CBM d'ordinadors educatius / domèstics / personals connectaven les seves unitats de disc, impressores, mòdems, etc., mitjançant el bus IEEE-488. Tots els equips de 8 bits posteriors de Commodore l'
 VIC-20 l'Commodore 128, Utilitzen un bus serial IEEE-488 propietari (també anomenat bus serial Commodore) Per als seus perifèrics, amb connectors DIN-6 En lloc dels resistents connectors HP-IB o un connector de vora de targeta a la placa mare (per als ordinadors PET). En ell els dispositius connectats a l'ordinador parlaven (talking) i escoltaven (listening) les línies per realitzar les seves tasques. Els ordinadors d'HP també han usat aquest bus amb un protocol anomenat CS-80.
Hewlett-Packard i Tektronix també van usar el IEEE-488 com a interfície de perifèrics per connectar unitats de disc, Unitats de cinta, impressores, plotters, etc. a les seves estacions de treball i als miniordinadors HP 3.000. Mentre que la velocitat del bus s'incrementava a 10 MB per a aquests usos, la manca d'un protocol de comandaments estàndard va limitar els desenvolupaments de tercers i la interoperabilitat, i posteriorment, estàndards oberts més ràpids com SCSI van acabar superant a IEEE-488 per a la connexió de perifèrics.
A més, algunes de les calculadores / ordinadors avançats d'HP a la dècada de 1980, com les sèries HP-41 i HP-71, poden treballar amb diversos instruments mitjançant una interfície HP-IB opcional. La interfície pot connectar-se a la calculadora mitjançant un mòdul opcional HP-IL.